# Koghisia anospinosa
Koghisia anospinosa är en insektsart som beskrevs av Thierry Bourgoin 1997. Koghisia anospinosa ingår i släktet Koghisia och familjen Meenoplidae. Inga underarter finns listade i Catalogue of Life.